# Trigonostemon sinclairii
Trigonostemon sinclairii là một loài thực vật có hoa trong họ Đại kích. Loài này được Jabl. miêu tả khoa học đầu tiên năm 1963.